# Convento de San Martín
El convento de San Martín, de la Orden de San Benito, fue uno de los primeros monasterios edificados en Madrid. Sus orígenes datan de finales del siglo XI, y su establecimiento dio lugar a uno de los  primeros arrabales de la ciudad que lleva su nombre: el arrabal de San Martín. Estaba situada en la actual manzana formada por las calles de Arenal, Hileras, y San Martín. La iglesia del convento estaba situada en lo que hoy es parte de la plaza de San Martín (anexa a la plaza de las Descalzas y concretamente en el edificio de la Caja de Ahorros y Monte de Piedad de Madrid), justo en frente al convento de las Descalzas Reales. El monasterio, erigido en abadía independiente a finales del siglo XVI, se fue convirtiendo con el tiempo en un complejo de iglesias y ermitas que masificó la zona, y que finalmente fueron derruidos en diversas épocas del siglo XIX y XX (dando lugar a la calle Capellanes, luego renombrada calle del Maestro Victoria). Uno de los puntos más valiosos era la colección bibliográfica incluida en la biblioteca.

## Historia
Algunos historiadores ubican el origen de este monasterio antes de la invasión musulmana de la ciudad, en las afueras de la Puerta de Valnadú. La primera referencia documental de este monasterio data del 16 de junio de 1126, cuando el rey Alfonso VII concede poderes al abad de Domingo de Silos para que comience a habitar el arrabal, y además la administración de dos aldeas: Valnegral y Villanueva del Jarama. Gozó desde los inicios de la protección de diversos monarcas como Sancho IV de Castilla y los Reyes Católicos, durante muchos años fue priorato (Orden hospitalaria) y no abadía. A finales del siglo XVI fue concedido el permiso de abadía independiente. En este monasterio el benedictino Martín Sarmiento (1695‒1772) desarrolló una actividad primordial en la formación de la biblioteca conventual, en la que se describe la existencia de diecinueve manuscritos hebreos. La independencia se logró siendo abad fray Sebastián Villoslada, el encargado que acabaría fundando además el hospital de la Buena Dicha (ubicado en la calle de la Silva).
La parroquia fue creciendo en volumen de población, de tal forma que a comienzos del siglo XVII el arrabal ya poseía unas cien calles y unas dos mil quinientas casas. Se construyó anexa la iglesia de San Plácido que fue inaugurada el 28 de septiembre de 1619. Posteriormente las iglesias de San Ildefonso y de San Marcos edificadas en 1627 y 1633 respectivamente. Ambas iglesias estaban regidas por monjes benedictinos que proporcionaban servicio religioso al monasterio. La parroquia de San Ildefonso fue destruida por los planes urbanísticos de José Bonaparte. La de San Marcos comenzó siendo una modesta ermita que fue planteada posteriormente por Ventura Rodríguez.
A comienzos del siglo XIX, el valioso archivo de la biblioteca se había perdido y el monasterio se encontraba en estado deficiente y acabó desapareciendo. El empresario español Matías Lacasa crea Viena Capellanes en sus inmediaciones. Desde mediados del siglo XX sólo queda recuerdo del monasterio por el nombre de la calle de San Martín.